# Праймериз Республиканской партии США (2016)
Праймериз Республиканской партии США 2016 года — проходили для выбора номинанта (англ. nominee, единый кандидат от партии) от Республиканской партии США на президентских выборах 2016 года. Они прошли с 1 февраля по 7 июня 2016 года в 50 штатах, Вашингтоне и зависимых территориях США. По итогам этих праймериз и кокусов были избраны 2472 делегата Республиканской Национальной Конвенции, избрали кандидата от Республиканской партии на пост Президента США — Дональда Трампа.
Экс-губернатор Массачусетса Митт Ромни, номинант партии в 2012 году, намекал на возможность третьей попытки занять президентский пост в начале 2015 года, но 30 января заявил, что не будет добиваться выдвижения. 23 марта 2015 года, сенатор от Техаса Тед Круз первым официально выдвинул свою кандидатуру. В последующие месяцы, ещё 16 кандидатов вступили в предвыборную гонку, в результате чего общее число кандидатов достигло семнадцати.
Ещё до начала праймериз, экс-губернатор Техаса Рик Перри, губернатор Висконсина Скотт Уокер, губернатор Луизианы Бобби Джиндал, сенатор от Южной Каролины Линдси Грэм и экс-губернатор Нью-Йорка Джордж Патаки выбыли из гонки в связи с низкой поддержкой. На кокусах в Айове 1 февраля бизнесмен Дональд Трамп, несмотря на предсказываемую в большинстве опросов победу, занял второе место, уступив Теду Крузу. После этого, экс-губернатор Арканзаса Хакаби, сенатор от Кентукки Рэнд Пол и экс-сенатор от Пенсильвании Рик Санторум сняли свои кандидатуры, что было связано с их плохими результатами. После праймериз в Нью-Гэмпшире, где Трамп одержал уверенную победу, из гонки вышли губернатор Нью-Джерси Крис Кристи, бизнеследи Карли Фиорина и экс-губернатор Вирджинии Джим Гилмор. После завершения праймериз в Южной Каролине и второй победы Трампа, свою кандидатуру снял экс-губернатор Флориды Джеб Буш. 1 марта, в так называемый «Супервторник», Трамп выиграл 7 штатов, Круз — 3, а сенатор от Флориды Марко Рубио — 1; нейрохирург Бен Карсон же завершил кампанию через несколько дней. 15 марта, после поражения во Флориде (своем родном штате), кампанию завершил Рубио, а губернатор Огайо Джон Кейсик одержал первую победу в своем штате и остался в гонке. После победы Дональда Трампа на праймериз в Индиане 3 мая, Тед Круз отказался от дальнейшего участия, а за ним из президентской гонки вышел и Джон Кейсик.
На 4 мая 2016 года участником гонки остался лишь один кандидат — Дональд Трамп.
26 мая 2016 года стало известно, что Дональд Трамп набрал 1238 голосов делегатов, из них 1237 голосов необходимы для автоматического выдвижения кандидата в президенты. Таким образом, Трамп победил в праймериз Республиканской партии и автоматически стал кандидатом в президенты США от Республиканской партии.

## Кандидаты и результаты
В этом разделе перечислены все кандидаты (выбывшие или с активными кампания), которые участвовали хотя бы в одних дебатах, присутствовали в узнаваемых опросах мнения и зарегистрировались в федеральной избирательной комиссии.

### Кандидаты, участвовавшие в праймериз
| Кандидат | Кандидат                               | Кандидат                               | Последняя занимаемая должность                                 | Логотип кампании                                          | Количество делегатов | Количество голосов  | Победа в штатах и территориях     |
| --- | -------------------------------------- | -------------------------------------- | -------------------------------------------------------------- | --------------------------------------------------------- | -------------------- | ------------------- | --------------------------------- |
| Дональд Трамп |                                        |                                        | Президент The Trump Organization (с 1971 года)                 |                                                           | 1436                 | 11 677 003 (41,6 %) | 40                                |
| Тед Круз |                                        |                                        | Сенатор от штата Техас (c 2013 года)                           | Завершил кампанию: 3 мая                                  | 551                  | 7 513 842 (26,8 %)  | 11                                |
| Марко Рубио |                                        |                                        | Сенатор от штата Флорида (c 2011 года)                         | Завершил кампанию: 15 марта                               | 173                  | 3 497 773 (12,5 %)  | 3                                 |
| Джон Кейсик |                                        |                                        | Губернатор штата Огайо (с 2011 года)                           | Завершил кампанию: 4 мая                                  | 160                  | 3 930 874 (14,0 %)  | 1                                 |
| Бен Карсон |                                        |                                        | Директор клиники детской Госпиталя Джонса Хопкинса (1984—2013) | Завершил кампанию: 4 марта (Поддержал Дональда Трампа)    | 9                    | 731 842 (2,8 %)     | —                                 |
| Джеб Буш |                                        |                                        | Губернатор штата Флорида (1999—2007)                           | Завершил кампанию: 20 февраля (Поддержал Теда Круза)      | 4                    | 276 945 (1,0 %)     | —                                 |
| Рэнд Пол |                                        |                                        | Сенатор от штата Кентукки (c 2011 года)                        | Завершил кампанию: 3 февраля (Поддержал Дональда Трампа)  | 1                    | 64 869 (0,24 %)     | —                                 |
| Майк Хакаби |                                        |                                        | Губернатор штата Арканзас (1996—2007)                          | Завершил кампанию: 1 февраля (Поддержал Дональда Трампа)  | 1                    | 49 607 (0,19 %)     | —                                 |
| Карли Фиорина |                                        |                                        | Главный исполнительный директор Hewlett-Packard (1999—2005)    | Завершила кампанию: 10 февраля (Поддержала Теда Круза)    | 1                    | 38 376 (0,14 %)     | —                                 |
| Крис Кристи |                                        |                                        | Губернатор штата Нью-Джерси (с 2010 года)                      | Завершил кампанию: 10 февраля (Поддержал Дональда Трампа) | —                    | 56 965 (0,21 %)     | —                                 |
| Рик Санторум |                                        |                                        | Сенатор от штата Пенсильвания (1995—2007)                      | Завершил кампанию: 3 февраля (Поддержал Марко Рубио)      | —                    | 16,604 (0,06 %)     | —                                 |
| Джим Гилмор |                                        |                                        | Губернатор штата Виргиния (1998—2002)                          | Завершил кампанию: 12 февраля                             | —                    | 2 669 (0,01 %)      | —                                 |
| Остальные кандидаты | Остальные кандидаты                    | Остальные кандидаты                    | Остальные кандидаты                                            | Остальные кандидаты                                       | —                    | 33 418 (0,13 %)     | —                                 |
| Делегаты, не связанные обязательствами | Делегаты, не связанные обязательствами | Делегаты, не связанные обязательствами | Делегаты, не связанные обязательствами                         | Делегаты, не связанные обязательствами                    | 130                  | 72 663 (0,27 %)     | 1 Американские Виргинские острова |
| Всего | Всего                                  | Всего                                  | Всего                                                          | Всего                                                     | 2467 / 2472          | 28 054 934 (100 %)  | 56 / 56 (84 %)                    |
| Жирным шрифтом выделены штаты и территории, где кандидат имеет большинство в делегации штата при первом голосовании; в соответствии с правилом 40(b) необходимо 8 штатов/территорий. |                                        |                                        |                                                                |                                                           |                      |                     |                                   |

### Кандидаты выбывшие до праймериз
- Бывший губернатор
Техаса
 Рик Перри
Выбыл
11 сентября 2015
(Поддержал Теда Круза), 
затем - Дональда Трампа)
- Губернатор
Висконсина
 Скотт Уокер
Выбыл
21 сентября 2015
(Поддержал Теда Круза, 
затем - Дональда Трампа)
- Губернатор
Луизианы
 Бобби Джиндал
Выбыл
17 ноября 2015
(Поддержал Марко Рубио, 
затем - Дональда Трампа)
- Сенатор от штата
Южная Каролина
 Линдси Грэм
Выбыл
21 декабря 2015
(Поддержал Джеба Буша,
затем - Теда Круза)
- Бывший губернатор
Нью-Йорка 
Джордж Патаки
Выбыл
29 декабря 2015
(Поддержал Марко Рубио),
затем - Джона Кейсика)

## Хронология гонки
На президентских выборах 2012 года республиканский кандидат Митт Ромни проиграл действующему президенту-демократу Бараку Обаме. Опасаясь, что номинанту 2016 года растянутый сезон праймериз может серьёзно повредить, партийное руководство решило сократить его — Республиканская национальная конвенция 2016 года пройдёт с 18 по 21 июля и станет самой ранней со времён конвенции 1948 года, выдвинувшей Томаса Дьюи в июне 1948 года. Для сравнения, Республиканская национальная конвенция 2012 года состоялась 27-30 августа.
После объяления о начале предвыборной кампании губернатора Огайо Джона Кейсика 21 июля 2015 года, число кандидатов достигло шестнадцати, и таким образом эти праймериз официально стали наибольшими по числу участников в истории Республиканской партии, превзойдя праймериз 1948 года. А после вступления в президентскую гонку экс-губернатора Вирджинии Джима Гилмора 30 июля в качестве семнадцатого кандидата, эти праймериз стали крупнейшими по числу участников в американской истории, опередив демократические праймериз 1972 и 1976 годов, в которых участвовало по 16 кандидатов.
В середине декабря 2014 года, экс-губернатор Флориды Джеб Буш, которого многие считали возможным номинантом в связи с его относительно умеренными взглядами, опытом на посту губернатора колеблющегося штата, узнаваемым именем и широким доступом к спонсорам, был первым кандидатом, сформировавшим комитет политических действий (англ. political action committee (PAC)) и исследовательский комитет (англ. exploratory committee). Многие другие кандидаты последовали его примеру. Первым кандидатом, официально объявившим о начале предвыборной кампании был сенатор от Техаса Тед Круз, популярный среди «низовых консерваторов» (англ. grassroots conservatives) из-за его связи с Движением чаепития.
Участники праймериз 2016 года отражают различные тенденции в Республиканской партии, среди них есть и «низовые консерваторы», представленные Крузом и нейрохирургом Беном Карсоном, и «христианские правые» (англ. christian right), представленные экс-губернатором Арканзаса Майком Хакаби и экс-сенатором от Пенсильвании Риком Санторумом, и умеренный «истеблишмент», представленный Бушем и губернатором Нью-Джерси Крисом Кристи. Помимо того, некоторые кандидаты, такие как Кейсик, губернатор Луизианы Бобби Джиндал, губернатор Висконсина Скотт Уокер, сенатор от Флориды Марко Рубио и сенатор от Кентукки Рэнд Пол, одинаково симптатичны и консерваторам, и умеренным. Двое из кандидатов уже участвовали в праймериз 2012 года: Санторум и экс-губернатор Техаса Рик Перри. И наконец, некоторые кандидаты, включая Карсона, бизнесмена Дональда Трампа и экс-CEO компании Hewlett-Packard Карли Фиорину, не имеют политического опыта, что позиционируется ими в качестве одного из своих главных плюсов.
Эти праймериз также нередко называются самыми разнообразными в американской истории. В них участвуют два латиноамериканца (Круз и Рубио), женщина (Фиорина), индиец (Джиндал) и афроамериканец (Карсон). Круз, Джиндал, Рубио, Санторум и Трамп являются детьми иммигрантов.

### 2012-14: Ранние опросы
После поражения Митта Ромни в 2012 году, республиканцы не имели одного определённого фаворита. Стали относительно популярными предположения о росте популярности более правого политического спектра, чей представитель мог бы получить номинацию: в качестве возможных вариантов рассматривался ряд молодых сенаторов, связанных с Движением чаепития, таких как Тед Круз от Техаса, Рэнд Пол от Кентукки и Марко Рубио от Флориды. Рубио, в частности, оказался в центре внимания сразу после выборов 2012 года. В большинстве опросов с конца 2012 до середины 2013 года, Рубио лидировал, будучи молодым, четко выражающим свои мысли, имеющим поддержку среди и консерваторов, и умеренных, а также имеющим латиноамериканское происхождение и активно продвигающим иммиграционную реформу, что многими рассматривалось как возможность сделать многих латиноамериканцев сторонниками Республиканской партии.
Однако высказывались другая точка зрения, согласно которой кандидат должен быть популярным губернатором традиционно демократического или колеблющегося штата, что подтверждало бы тот факт, что такой губернатор может стать хорошим президентом. Возможными кандидатами, подходящими под эти критерии, были экс-губернатор Флориды Джеб Буш, экс-губернатор Вирджинии Джим Гилмор, губернатор Огайо Джон Кейсик, экс-губернатор Нью-Йорка Джордж Патаки и губернатор Нью-Джерси Крис Кристи. Популярность Кристи, в частности, росла из-за его манеры говорить громко и прямо на публичных мероприятиях; будучи губернатором Нью-Джерси, скорее демократического штата, он начал опережать Рубио по опросам с середины 2013 до начала 2014 года, когда он стал фигурантом сканадала, повредившего его репутации и рейтингу. Хотя Кристи и был оправдан, он уже никогда не смог восстановить статус лидера гонки.
После падения рейтинга Кристи, с января по ноябрь 2014 года, результаты опросов колебались. Потенциальными кандидатами, часто показывающими хорошие результаты, были Рэнд Пол, конгрессмен от Висконсина и кандидат в вице-президенты в 2012 году Пол Райан и уже участвовавшие в предыдущих праймериз кандидаты, такие как экс-губернатор Арканзаса Майк Хакаби и тогдашний губернатор Техаса Рик Перри; в целом, существовала неопределенность в предстоящих выборах номинанта.

### 2014-15: Джеб Буш — лидер опросов
Хотя Джеб Буш по опросам нередко показывал плохие результаты, он считался одним из вероятных кандидатов из-за своей способности привлекать значительные денежные средства, а также опыта на посту губернатора Флориды (одного из колеблющихся штатов, решающих исход выборов). В ноябре 2014 года, Буш наконец-то закрепил своё лидерство в опросах. Примерно в это же время начались разговоры о возможности третьей попытки предыдущего номинанта Митта Ромни побороться за президентский пост. С ноября 2014 по конец января 2015 года, его рейтинги в опросах росли, бросая вызов Бушу. Хотя Ромни признался, что он обдумывал эту идею после своего поражения, в конечном итоге 30 января он заявил об отказе баллотироваться.
Однако, к концу февраля, менее чем через месяц после отказа Ромни, у Буша появился другой конкурент — губернатор Висконсина Скотт Уокер, который, в частности, напирал на популярность в своём традиционно демократическом штате. Уокер и Буш уравновешивали друг друга в опросах с конца февраля до середины июня. Их противостояние также позволило другим кандидатам, таким как Рубио, Пол и Хакаби, а также новичкам вроде Теда Круза и нейрохирурга Бена Карсона, улучшить свои результаты в опросах.

### Середина 2015: Дональд Трамп и рост популярности аутсайдеров
После того, как Дональд Трамп запустил свою предвыборную кампанию, многие заметили его уникальный откровенный характер, резкое общение и риторику, противоречащую типичным традиционным политическим кандидатам. Подобный стиль подействовал на потенциальных республиканских избирателей, и Трамп начал набирать в опросах, показав хорошие результаты в раннем голосовании в Айове, Нью-Гемпшире и Южной Каролине.
После успехов Трампа, который никогда раньше не занимал политические посты, главное внимание начало смещаться к кандидатам, которые обычно назывались «аутсайдерами», в результате чего начался быстрый рост популярности двух других выдвиженцев: Бена Карсона, находившийся в опросах на втором месте после первых дебатов, и Карли Фиорина, попавшая в первую тройку после вторых дебатов. Это шокировало многих политических аналитиков. В середине сентября первые два кандидата завершили свои кампании. Рик Перри объявил о конце кампании 11 сентября 2015 года из-за провала первых дебатов, неудачных попыток привлечь деньги и обвинительного акта, составленного против него. Через десять дней из гонки выбыл Уокер по причине низких позиций в опросах.

### Конец 2015: Стабилизация, шесть лидирующих кандидатов
В конце сентября опросы выявили шесть кандидатов, лидирующих в общественном мнении: Трамп, Карсон, Рубио, Фиорина, Буш и Круз соответственно. Другие кандидаты — Кристи, Хакаби, Пол и Кейсик — получили 3 % или меньше, оставляя за первой десяткой остальных — Санторум, Джиндал, Патаки, Грэм и Гилмор — имели ниже 1 %. После третьих дебатов поддержка Буша и Фиорины начинает падать в то время, когда Круз начал подниматься в опросах. Вскоре Трамп и Круз стали лидерами, составляя вместе более 50 % партийного электората.
В октябре большинство комментаторов говорило, что была выявлена финальная четвёрка кандидатов, которые могут претендовать на номинацию: Трамп, Карсон, Рубио и Круз. Трамп и Карсон были аутсайдерами, мало того, они сильно отличались — резкая натура Трампа с жёстким взглядом на внешнюю политику против мягко говорящего Карсона. Рубио привлекал латиноамериканцев и поддерживал иммиграционную реформу, убедительно выступал на дебатах и привлекал капитал, а Круз имел связи с Движением чаепития и христианскими консервативными избирателями. Вскоре после атаки на Париж из гонки выбыл Джиндал. Теракты усилили популярность Трампа и Круза, чьи кампании основывались на жёстких позициях по иммиграции, в то время как Карсон начал терять позиции из-за невнятной позиции по внешней политике.
В декабре Круз обгоняет Карсона в опросах и занимает второе место после Трампа, имея 18 %. Карсон поравнялся с Рубио на уровне 10 %. 21 декабря 2015 свою кампанию завершил Грэм, через восемь дней это сделал Патаки.

## Результаты по штатам и территориям
| Дата проведения | Штат/территория                 | Количество делегатов | Тип выборов | Процент голосов и количество делегатов | Процент голосов и количество делегатов | Процент голосов и количество делегатов | Процент голосов и количество делегатов | Процент голосов и количество делегатов | Процент голосов и количество делегатов | Процент голосов и количество делегатов | Процент голосов и количество делегатов | Процент голосов и количество делегатов |
| Дата проведения | Штат/территория                 | Количество делегатов | Тип выборов | Дональд Трамп                          | Тед Круз                               | Джон Кейсик                            | Марко Рубио                            | Бен Карсон                             | Джеб Буш                               | Карли Фиорина                          | Рэнд Пол                               | Майк Хакаби                            |
| --------------- | ------------------------------- | -------------------- | ----------- | -------------------------------------- | -------------------------------------- | -------------------------------------- | -------------------------------------- | -------------------------------------- | -------------------------------------- | -------------------------------------- | -------------------------------------- | -------------------------------------- |
| 1 февраля       | Айова                           | 30                   | Кокус       | 24,3 % (7 делегатов)                   | 27,6 % (8 делегатов)                   | 1,9 % (1 делегат)                      | 23,1 % (7 делегатов)                   | 9,3 % (3 делегата)                     | 2,8 % (1 делегат)                      | 1,9 % (1 делегат)                      | 4,5 % (1 делегат)                      | 1,8 % (1 делегат)                      |
| 9 февраля       | Нью-Гэмпшир                     | 20                   | Праймериз   | 35,3 % (11 делегатов)                  | 11,7 % (3 делегата)                    | 15,8 % (4 делегата)                    | 10,6 % (2 делегата)                    | 2,3 %                                  | 11 % (3 делегата)                      | 4,1 %                                  |                                        |                                        |
| 20 февраля      | Южная Каролина                  | 50                   | Праймериз   | 32,5 % (50 делегатов)                  | 22,3 %                                 | 7,6 %                                  | 22,5 %                                 | 7,2 %                                  | 7,8 %                                  |                                        |                                        |                                        |
| 23 февраля      | Невада                          | 28                   | Кокус       | 45,9 % (14 делегатов)                  | 21,4 % (6 делегатов)                   | 3,6 % (1 делегат)                      | 23,9 % (7 делегатов)                   | 4,8 % (2 делегата)                     |                                        |                                        |                                        |                                        |
| 1 марта         | Алабама                         | 50                   | Праймериз   | 43,4 % (36 делегата)                   | 21,1 % (13 делегатов)                  | 4,4 %                                  | 18,7 % (1 делегат)                     | 10,2 %                                 |                                        |                                        |                                        |                                        |
| 1 марта         | Аляска                          | 28                   | Кокус       | 33,5 % (11 делегатов)                  | 36,4 % (12 делегатов)                  | 4,1 %                                  | 15,1 % (5 делегатов)                   | 10,9 %                                 |                                        |                                        |                                        |                                        |
| 1 марта         | Арканзас                        | 40                   | Праймериз   | 32,8 % (16 делегатов)                  | 30,5 % (15 делегатов)                  | 3,7 %                                  | 24,9 % (9 делегатов)                   | 5,7 %                                  |                                        |                                        |                                        |                                        |
| 1 марта         | Вермонт                         | 16                   | Праймериз   | 32,7 % (8 делегатов)                   | 9,7 %                                  | 30,4 % (8 делегатов)                   | 19,3 %                                 | 4,2 %                                  |                                        |                                        |                                        |                                        |
| 1 марта         | Виргиния                        | 49                   | Праймериз   | 34,7 % (17 делегатов)                  | 16,9 % (8 делегатов)                   | 9,4 % (5 делегатов)                    | 31,9 % (16 делегатов)                  | 5,9 % (3 делегата)                     |                                        |                                        |                                        |                                        |
| 1 марта         | Джорджия                        | 76                   | Праймериз   | 38,8 % (42 делегата)                   | 23,6 % (18 делегатов)                  | 5,6 %                                  | 24,4 % (16 делегатов)                  | 6,2 %                                  |                                        |                                        |                                        |                                        |
| 1 марта         | Массачусетс                     | 42                   | Праймериз   | 49,3 % (22 делегата)                   | 9,6 % (4 делегата)                     | 18 % (8 делегатов)                     | 17,9 % (8 делегатов)                   | 2,6 %                                  |                                        |                                        |                                        |                                        |
| 1 марта         | Миннесота                       | 38                   | Кокус       | 21,3 % (8 делегатов)                   | 29 % (13 делегатов)                    | 5,8 %                                  | 36,5 % (17 делегатов)                  | 7,3 %                                  |                                        |                                        |                                        |                                        |
| 1 марта         | Оклахома                        | 43                   | Праймериз   | 28,3 % (13 делегатов)                  | 34,4 % (15 делегатов)                  | 3,6 %                                  | 26 % (12 делегатов)                    | 6,2 %                                  |                                        |                                        |                                        |                                        |
| 1 марта         | Теннесси                        | 58                   | Праймериз   | 38,9 % (33 делегата)                   | 24,7 % (16 делегатов)                  | 5,3 %                                  | 21,2 % (9 делегатов)                   | 7,6 %                                  |                                        |                                        |                                        |                                        |
| 1 марта         | Техас                           | 155                  | Праймериз   | 26,7 % (48 делегатов)                  | 43,8 % (104 делегата)                  | 4,2 %                                  | 17,7 % (3 делегата)                    | 4,2 %                                  |                                        |                                        |                                        |                                        |
| 5 марта         | Канзас                          | 40                   | Кокус       | 23,3 % (9 делегатов)                   | 48,2 % (24 делегата)                   | 10,7 % (1 делегат)                     | 16,7 % (6 делегатов)                   |                                        |                                        |                                        |                                        |                                        |
| 5 марта         | Кентукки                        | 46                   | Кокус       | 35,9 % (17 делегатов)                  | 31,6 % (15 делегатов)                  | 14,4 % (7 делегатов)                   | 16,4 % (7 делегатов)                   |                                        |                                        |                                        |                                        |                                        |
| 5 марта         | Луизиана                        | 46                   | Праймериз   | 41,4 % (18 делегатов)                  | 37,8 % (18 делегатов)                  | 6,4 %                                  | 11,2 % (5 делегатов)                   |                                        |                                        |                                        |                                        |                                        |
| 5 марта         | Мэн                             | 23                   | Кокус       | 32,6 % (9 делегатов)                   | 45,9 % (12 делегатов)                  | 12,2 % (2 делегата)                    | 8 %                                    |                                        |                                        |                                        |                                        |                                        |
| 6 марта         | Пуэрто-Рико                     | 23                   | Праймериз   | 13,6 %                                 | 9 %                                    | 1,4 %                                  | 73,8 % (23 делегатов)                  |                                        |                                        |                                        |                                        |                                        |
| 8 марта         | Айдахо                          | 32                   | Праймериз   | 28,1 % (12 делегатов)                  | 45,4 % (20 делегатов)                  | 7,4 %                                  | 15,9 %                                 |                                        |                                        |                                        |                                        |                                        |
| 8 марта         | Гавайи                          | 19                   | Кокус       | 42,4 % (11 делегатов)                  | 32,7 % (7 делегатов)                   | 10,6 %                                 | 13,1 % (1 делегат)                     |                                        |                                        |                                        |                                        |                                        |
| 8 марта         | Миссисипи                       | 40                   | Праймериз   | 47,3 % (24 делегата)                   | 36,3 % (13 делегатов)                  | 8,8 %                                  | 5,1 %                                  |                                        |                                        |                                        |                                        |                                        |
| 8 марта         | Мичиган                         | 59                   | Праймериз   | 36,5 % (25 делегатов)                  | 24,9 % (17 делегатов)                  | 24,3 % (17 делегатов)                  | 9,3 %                                  |                                        |                                        |                                        |                                        |                                        |
| 10 марта        | Американские Виргинские острова | 9                    | Кокус       | 1                                      | 1                                      | —                                      | 2                                      |                                        |                                        |                                        |                                        |                                        |
| 12 марта        | Вашингтон, Округ Колумбия       | 19                   | Кокус       | 13,8 %                                 | 12,4 %                                 | 35,5 % (9 делегатов)                   | 37,3 % (10 делегатов)                  |                                        |                                        |                                        |                                        |                                        |
| 12 марта        | Гуам                            | 9                    | Кокус       | —                                      | 1                                      | —                                      | —                                      |                                        |                                        |                                        |                                        |                                        |
| 15 марта        | Иллинойс                        | 69                   | Праймериз   | 38,8 % (56 делегатов)                  | 30,3 % (6 делегатов)                   | 19,7 % (7 делегатов)                   | 8,7 %                                  |                                        |                                        |                                        |                                        |                                        |
| 15 марта        | Миссури                         | 52                   | Праймериз   | 40,8 % (37 делегатов)                  | 40,6 % (15 делегатов)                  | 10,1 %                                 | 6,1 %                                  |                                        |                                        |                                        |                                        |                                        |
| 15 марта        | Огайо                           | 66                   | Праймериз   | 35,6 %                                 | 13,1 %                                 | 46,8 % (66 делегатов)                  | 2,9 %                                  |                                        |                                        |                                        |                                        |                                        |
| 15 марта        | Северная Каролина               | 72                   | Праймериз   | 40,2 % (29 делегатов)                  | 36,8 % (27 делегатов)                  | 12,7 % (9 делегатов)                   | 7,7 % (6 делегатов)                    |                                        |                                        |                                        |                                        |                                        |
| 15 марта        | Северные Марианские острова     | 9                    | Кокус       | 72,8 % (9 делегатов)                   | 24 %                                   | 2,1 %                                  | 1,1 %                                  |                                        |                                        |                                        |                                        |                                        |
| 15 марта        | Флорида                         | 99                   | Праймериз   | 45,7 % (99 делегатов)                  | 17,1 %                                 | 6,8 %                                  | 27 %                                   |                                        |                                        |                                        |                                        |                                        |
| 22 марта        | Американское Самоа              | 9                    | Кокус       | —                                      | —                                      | —                                      |                                        |                                        |                                        |                                        |                                        |                                        |
| 22 марта        | Аризона                         | 58                   | Праймериз   | 47,1 % (58 делегатов)                  | 24,9 %                                 | 10 %                                   |                                        |                                        |                                        |                                        |                                        |                                        |
| 22 марта        | Юта                             | 40                   | Кокус       | 14 %                                   | 69,2 % (40 делегатов)                  | 16,8 %                                 |                                        |                                        |                                        |                                        |                                        |                                        |
| 3 апреля        | Северная Дакота                 | 28                   | Кокус       | 1                                      | 10                                     | —                                      |                                        |                                        |                                        |                                        |                                        |                                        |
| 5 апреля        | Висконсин                       | 42                   | Праймериз   | 35,1 % (6 делегатов)                   | 48,2 % (36 делегатов)                  | 14,1 %                                 |                                        |                                        |                                        |                                        |                                        |                                        |
| 9 апреля        | Колорадо                        | 37                   | Кокус       | —                                      | 34                                     | —                                      |                                        |                                        |                                        |                                        |                                        |                                        |
| 16 апреля       | Вайоминг                        | 29                   | Кокус       | 7 % (1 делегат)                        | 70,9 % (23 делегата)                   | 2,6 %                                  | 14,5 % (1 делегат)                     |                                        |                                        |                                        |                                        |                                        |
| 19 апреля       | Нью-Йорк                        | 95                   | Праймериз   | 60,4 % (90 делегата)                   | 14,5 %                                 | 25,1 % (5 делегатов)                   |                                        |                                        |                                        |                                        |                                        |                                        |
| 26 апреля       | Делавэр                         | 16                   | Праймериз   | 60,8 % (16 делегатов)                  | 15,9 %                                 | 20,4 %                                 |                                        |                                        |                                        |                                        |                                        |                                        |
| 26 апреля       | Коннектикут                     | 28                   | Праймериз   | 57,7 % (28 делегатов)                  | 11,7 %                                 | 28,5 %                                 |                                        |                                        |                                        |                                        |                                        |                                        |
| 26 апреля       | Мэриленд                        | 38                   | Праймериз   | 54,4 % (38 делегатов)                  | 18,9 %                                 | 23 %                                   |                                        |                                        |                                        |                                        |                                        |                                        |
| 26 апреля       | Пенсильвания                    | 71                   | Праймериз   | 56,7 % (57 делегатов)                  | 21,6 % (4 делегата)                    | 19,4 % (4 делегата)                    |                                        |                                        |                                        |                                        |                                        |                                        |
| 26 апреля       | Род-Айленд                      | 19                   | Праймериз   | 63,8 % (12 делегатов)                  | 10,4 % (4 делегата)                    | 24,4 % (5 делегатов)                   |                                        |                                        |                                        |                                        |                                        |                                        |
| 3 мая           | Индиана                         | 57                   | Праймериз   | 53,3 % (57 делегатов)                  | 36,6 %                                 | 7,6 %                                  |                                        |                                        |                                        |                                        |                                        |                                        |
| 10 мая          | Западная Виргиния               | 34                   | Праймериз   | 77 % (30 делегатов)                    | 9 %                                    | 6,7 % (1 делегат)                      |                                        |                                        |                                        |                                        |                                        |                                        |
| 10 мая          | Небраска                        | 36                   | Праймериз   | 61,4 % (36 делегатов)                  | 18,4 %                                 | 11,4 %                                 |                                        |                                        |                                        |                                        |                                        |                                        |
| 17 мая          | Орегон                          | 28                   | Праймериз   | 66,6 % (18 делегатов)                  | 17 % (4 делегата)                      | 16,3 % (4 делегата)                    |                                        |                                        |                                        |                                        |                                        |                                        |
| 24 мая          | Вашингтон                       | 44                   | Праймериз   | 75,8 % (40 делегатов)                  | 10,5 %                                 | 9,8 %                                  |                                        |                                        |                                        |                                        |                                        |                                        |
| 7 июня          | Калифорния                      | 172                  | Праймериз   |                                        |                                        |                                        |                                        |                                        |                                        |                                        |                                        |                                        |
| 7 июня          | Монтана                         | 27                   | Праймериз   |                                        |                                        |                                        |                                        |                                        |                                        |                                        |                                        |                                        |
| 7 июня          | Нью-Джерси                      | 51                   | Праймериз   |                                        |                                        |                                        |                                        |                                        |                                        |                                        |                                        |                                        |
| 7 июня          | Нью-Мексико                     | 24                   | Праймериз   |                                        |                                        |                                        |                                        |                                        |                                        |                                        |                                        |                                        |
| 7 июня          | Южная Дакота                    | 29                   | Праймериз   |                                        |                                        |                                        |                                        |                                        |                                        |                                        |                                        |                                        |